# Klekotna
Klekotna (dodatkowa nazwa w j. niem. Charlottenthal) – wieś w Polsce położona w województwie opolskim, w powiecie oleskim, w gminie Dobrodzień. Wraz z osadą Rędzina tworzy sołectwo Klekotna.
W latach 1975–1998 miejscowość administracyjnie należała do województwa częstochowskiego.
W skład miejscowości wchodzą historyczne osady: Kątne, Lubojańskie, Świerkle i Wiesiądry.

## Położenie
Klekotna rozciąga się w północno-wschodniej części gminy Dobrodzień na obszarze o najwyższych wysokościach (ok. 275 m n.p.m.), na Progu Woźnickim i obniżeniu Liswarty-Prosny. Występują tu bardzo słabe gleby – litogeniczne, rdzawe i bielicowe. Tereny rolno-łąkowo-leśne posiadają duże walory przyrodnicze. Przez północną część wsi przepływa Potok Łomnicki – dopływ Liswarty. Lasy w części południowej stanowią obszar źródliskowy dla rzeki Myśliny – dopływu Małej Panwi.
Nieopodal miejsca zwanego Karsonkami znajduje się najstarszy w gminie dąb szypułkowy – pomnik przyrody o obwodzie 626 cm liczący ponad 350 lat.
| SIMC    | Nazwa            | Województwo | Gmina      |
| ------- | ---------------- | ----------- | ---------- |
| 0131096 | Główczyce        | opolskie    | Dobrodzień |
| 0130613 | Jeżowa           | śląskie     | Ciasna     |
| 0131334 | Kocury           | opolskie    | Dobrodzień |
| 0140110 | Kolonia Łomnicka | opolskie    | Olesno     |
| 0140238 | Łomnica          | opolskie    | Olesno     |
| 0131305 | Rzędowice        | opolskie    | Dobrodzień |
| 0130671 | Sieraków Śląski  | śląskie     | Ciasna     |
| 0130702 | Zwóz             | opolskie    | Dobrodzień |

## Historia
Wieś została założona w 1755 roku w ramach akcji osadniczej, zainicjowanej przez króla Prus Fryderyka II Wielkiego. Kolonizacja zwana fryderycjańską miała na celu rozwój rolnictwa i przemysłu na nieużytkowanych dotąd terenach. Pierwszych rolników osiadłych w tej części ziemi dobrodzieńskiej nazywano „ludźmi z lasa" (niem. aus dem Walde, łac. ex Silva). Karczowali oni stopniowo coraz to nowe obszary leśne, a na ich miejscu zakładali pola uprawne. W wyniku tego, z upływem lat pojawiły się nazwy rodzime pól i łąk. 
Miejscowość nazwano Charlottenthal na cześć Charlotte – żony ówczesnego właściciela okolicznych ziem Georga Rouzitza de Helm lub księżniczki Charlotte von Schwarzburg – małżonki Heinricha von Reichenbach zu Goschütz, fundatorki zboru ewangelickiego w Molnej w 1757 roku. Czasami używano też określenia – Charlottendorf. W 1911 roku założono w miejscowości ochotniczą straż pożarną. Budynek remizy strażackiej postawiono w 1927 roku.
W XIX wieku gmina używała pieczęci z wizerunkiem:  dąb z dwoma bocznymi gałęziami
W wyniku plebiscytu przeprowadzonego 20 marca 1921 roku za przynależnością do Polski opowiedziało się 106 mieszkańców Klekotnej na ogólną liczbę 159 głosujących (53 osoby głosowały za przynależnością do Niemiec).
W 1922 roku gminę złączoną z dworem i wsią Jeżowa, należącymi do okręgu w Ciasnej włączono do powiatu dobrodzieńskiego (Landkreis Guttentag), leżącego w graniach Niemiec.
Od 1945 roku gromada Klekotna znajdowała się w graniach państwa polskiego i leżała w gminie Sieraków, powiat dobrodzieński (wydzielony w marcu 1945 roku z powiatu lublinieckiego), województwo śląsko-dąbrowskie. W wyniku reformy i zniesienia gminy Sieraków w 1954 roku, Klekotna należała do gromady Sieraków w powiecie lublinieckim, województwo katowickie (stalinogrodzkie do 1956 roku).
Od 1 stycznia 1973 roku miejscowość należy do gminy Dobrodzień, a osady zostały częścią wsi. Od 29 grudnia 1990 roku istnieje sołectwo Klekotna jako jednostka pomocnicza gminy.
Mieszkańcy przynależą do parafii pw. św. Mikołaja i św. Małgorzaty w Wysokiej, a na nabożeństwa uczęszczają do kościoła filialnego w Kolonii Łomnickiej. Patronami Klekotnej są św. Jan i św. Paweł.